# Little Elm
Little Elm és una població dels Estats Units a l'estat de Texas. Segons el cens del 2000 tenia 3.646 habitants.

## Demografia
Segons el cens del 2000, Little Elm tenia 3.646 habitants, 1.210 habitatges, i 965 famílies. La densitat de població era de 290,3 habitants/km².
Dels 1.210 habitatges en un 47,9% hi vivien nens de menys de 18 anys, en un 63,1% hi vivien parelles casades, en un 11,3% dones solteres, i en un 20,2% no eren unitats familiars. En el 15,1% dels habitatges hi vivien persones soles el 2,6% de les quals corresponia a persones de 65 anys o més que vivien soles. El nombre mitjà de persones vivint en cada habitatge era de 3,01 i el nombre mitjà de persones que vivien en cada família era de 3,34.
Per edats la població es repartia de la següent manera: un 32,5% tenia menys de 18 anys, un 9,9% entre 18 i 24, un 38,4% entre 25 i 44, un 15,2% de 45 a 60 i un 4% 65 anys o més.
L'edat mediana era de 28 anys. Per cada 100 dones de 18 o més anys hi havia 102,2 homes.
La renda mediana per habitatge era de 50.281 $ i la renda mediana per família de 51.803 $. Els homes tenien una renda mediana de 35.533 $ mentre que les dones 26.604 $. La renda per capita de la població era de 18.362 $. Aproximadament el 8,8% de les famílies i el 12,1% de la població estaven per davall del llindar de pobresa.

## Poblacions més properes
El següent diagrama mostra les poblacions més properes.